# Lylysaari (ö i Kymmenedalen)
Lylysaari är en ö i Finland. Den ligger i Finska viken och i kommunen Vederlax i den ekonomiska regionen  Kotka-Fredrikshamn i landskapet Kymmenedalen, i den södra delen av landet. Ön ligger omkring 32 kilometer öster om Kotka och omkring 150 kilometer öster om Helsingfors.
Öns area är 7 hektar och dess största längd är 430 meter i sydöst-nordvästlig riktning.